# كأس سلوفاكيا 2006–07
كأس سلوفاكيا 2006–07 هو موسم من كأس سلوفاكيا. كان عدد الأندية المشاركة فيه 54، وفاز فيه زلاتي مورافسي.